# Деремезна
Деремезна́ (укр. Деремезна) — село, входит в Обуховский район Киевской области Украины.
Население по переписи 2001 года составляло 433 человека. Почтовый индекс — 08731. Телефонный код — 4572. Занимает площадь 1,352 км². Код КОАТУУ — 3223183001.

## Местный совет
08731, Київська обл., Обухівський р-н, с. Деремезна, вул. Леніна, 1

## История
В ХІХ столетии село Деремезна было в составе Васильковской волости Васильковского уезда Киевской губернии. В селе была Рождество-Богородицкая церковь. Священнослужители Рождество-Богородицкой церкви:
- 1799—1811 — священник Роман Демьянович Раславский
- 1847—1851 — священник Павел Кашинский
- 1865 — священник Иван Иустинович Родзаевский
- 1872 — священник Иван Михайлович Захарьевский